# Стенсхаген, Теодор
Нильс Теодор Стенсхаген (швед. Nils Teodor Stenshagen; род. 11 февраля 2001) — шведский футболист, защитник клуба «Сундсвалль».

## Клубная карьера
Начинал заниматься футболом в клубе «Селонгер». В 16-летнем возрасте перешёл в «Сундсвалль», где выступал за команды академии клуба в юношеских соревнованиях. В июле 2018 года подписал с клубом молодёжный контракт. Первую игру за основной состав провёл 11 июля 2020 года против «Эргрюте», заменив в середине второго тайма Давида Мюрестама. По итогам 2021 года вместе с клубом занял вторую строчку в Суперэттане и завоевал право выступать в Алльсвенскане. Дебютировал за команду в чемпионате страны 25 апреля 2022 года в игре очередного тура с «Эльфсборгом», появившись на поле в концовке встречи вместо Джо Короны.

## Карьера в сборной
Выступал за сборную Швеции до 17 лет, в составе которой провёл 4 матча. 4 июня 2019 года дебютировал за сборную до 19 лет в товарищеской игре с Венгрией, проведя на поле 57 минут.

## Достижения
Сундсвалль:
- Серебряный призёр Суперэттана: 2021

## Клубная статистика
| Выступление      | Выступление      | Выступление      | Лига | Лига | Кубки | Кубки | Конт. кубки | Конт. кубки | Итого | Итого |
| Клуб             | Лига             | Сезон            | Игры | Голы | Игры  | Голы  | Игры        | Голы        | Игры  | Голы  |
| ---------------- | ---------------- | ---------------- | ---- | ---- | ----- | ----- | ----------- | ----------- | ----- | ----- |
| Сундсвалль       | Суперэттан       | 2020             | 12   | 0    | 1     | 0     | 0           | 0           | 13    | 0     |
| Сундсвалль       | Суперэттан       | 2021             | 11   | 0    | 3     | 0     | 0           | 0           | 14    | 0     |
| Сундсвалль       | Алльсвенскан     | 2022             | 2    | 0    | 1     | 0     | 0           | 0           | 3     | 0     |
| Сундсвалль       | Итого            | Итого            | 25   | 0    | 5     | 0     | 0           | 0           | 30    | 0     |
| Всего за карьеру | Всего за карьеру | Всего за карьеру | 25   | 0    | 5     | 0     | 0           | 0           | 30    | 0     |